# Трехо, Кристофер
Кристофер Бриан Трехо Морантес (исп. Christopher Brayan Trejo Morantes; родился 2 декабря 1999 года в Гуадалупе, Мексика) — мексиканский футболист, нападающий клуба «Атлас».

## Клубная карьера
Трехо — воспитанник клуба «Атлас». 8 февраля 2018 года в поединке Кубка Мексики против «Тампико Мадеро» Кристофер дебютировал за основной команды. 4 августа в матче против УНАМ Пумас он дебютировал в мексиканской Примере. 31 августа 2019 года в поединке против столичной «Америки» Кристофер забил свой первый гол за «Атлас».